# Cornillon (Haiti)
Cornillon, in creolo haitiano Kòniyon, è un comune di Haiti facente parte dell'arrondissement di Croix-des-Bouquets nel dipartimento dell'Ovest.